# Paulinus Costa
Paulinus Costa (Rangamati, 19 de outubro de 1936 - Dhaka, 3 de janeiro de 2015) foi um clérigo e arcebispo de Bangladesh de Dhaka.
Paulinus Costa estudou no Collegio Urbano de Propaganda Fide e foi ordenado sacerdote em 21 de dezembro de 1963 em Roma. Em 1981 ele recebeu seu doutorado em teologia (PhD).
O Papa João Paulo II o nomeou Bispo de Rajshahi em 11 de janeiro de 1996. O núncio apostólico em Bangladesh, Dom Adriano Bernardini, o consagrou bispo em 26 de abril do mesmo ano; Os co-consagradores foram Michael Rozario, Arcebispo de Dhaka, e Patrick D'Rozario C.S.C., Bispo de Chittagong.
Papa Bento XVI nomeou-o Arcebispo de Dhaka em 9 de julho de 2005. Em 22 de outubro de 2011, Bento XVI aceitou seu pedido de demissão de Paulinus Costa por motivos de idade.
Paulinus Costa era conhecido como uma figura ecumênica, especialmente por sua colaboração com a população muçulmana. Em 2007, ele recebeu o Prêmio Mahatma Gandhi da Paz e o prêmio de direitos humanos da Human Rights Legal Aid Society em Bangladesh por seu trabalho.
O presidente Abdul Hamid expressou publicamente suas condolências à sua família e à população cristã de Bangladesh e agradeceu a Paulinus Costa por seu trabalho.